# Österreichische Poolbillard-Meisterschaft 2008
Die Österreichische Poolbillard-Meisterschaft 2008 war die 28. Austragung der nationalen Meisterschaft in der Billardvariante Poolbillard. Sie fand vom 24. bis 26. Oktober 2008 statt. Die Senioren-Wettbewerbe wurden bereits vom 22. bis 24. Mai in Feldkirch ausgetragen.

## Medaillengewinner
| Disziplin              | Gold                                         | Silber                                    | Bronze                                       | Bronze                                      |
| ---------------------- | -------------------------------------------- | ----------------------------------------- | -------------------------------------------- | ------------------------------------------- |
| Herren – 8-Ball        | Maximilian Lechner (Pool X-Press Innsbruck)  | Rene Rossmann (PBC 1st Edition Villach)   | Erich Gruber (Top Shot Wien)                 | Richard Lercher (BC Kramsach)               |
| Herren – 9-Ball        | Albin Ouschan (Billiard Sport Academy JO)    | Thomas Aschauer (PBC Billardtempel Linz)  | Cetin Aslan (LINZ AG Sport)                  | Maximilian Lechner (Pool X-Press Innsbruck) |
| Herren – 14/1 endlos   | Maximilian Lechner (Pool X-Press Innsbruck)  | Albin Ouschan (Billiard Sport Academy JO) | Richard Huber (1. PBC Salzburg-Wals)         | Christian Lintschinger (PBC Pooldogs Wien)  |
| Damen – 8-Ball         | Sandra Baumgartner (1. PBC Meran Klagenfurt) | Martina Müllner (vereinslos)              | Petra Stadlbauer (SU Raika Zwettl)           | Eva Hauer (Top Shot Wien)                   |
| Damen – 9-Ball         | Sabrina Naverschnig (1. PBC RaiBa Bleiburg)  | Martina Müllner (vereinslos)              | Sandra Baumgartner (1. PBC Meran Klagenfurt) | Christina Drexel (Top Shot Wien)            |
| Damen – 14/1 endlos    | Sabrina Naverschnig (1. PBC RaiBa Bleiburg)  | Christina Drexel (Top Shot Wien)          | Petra Stadlbauer (SU Raika Zwettl)           | Eva Hauer (Top Shot Wien)                   |
| Senioren – 14/1 endlos | Karl Hanscho (1. PBC Meran Klagenfurt)       | Hermann Zeilermayr (PBC ASKÖ Steyr)       | Michael Matzke (PBC 1st Edition Villach)     | Johann Wallner (UBSC Pfisterer Pongau)      |
| Senioren – 8-Ball      | Karl Hanscho (1. PBC Meran Klagenfurt)       | Michael Matzke (PBC 1st Edition Villach)  | Hermann Zeilermayr (PBC ASKÖ Steyr)          | Stanislaw Kret (BSLZ Salzburg)              |
| Senioren – 9-Ball      | Karl Hanscho (1. PBC Meran Klagenfurt)       | Michael Matzke (PBC 1st Edition Villach)  | Hermann Zeilermayr (PBC ASKÖ Steyr)          | Bernhard Kaserer (Pool X-Press Innsbruck)   |